# 梅迪娜·狄克逊
梅迪纳·狄克逊（英語：Medina Dixon，1962年11月2日—2021年11月8日），美国女子篮球运动员。她曾获得1990年女子篮球世锦赛冠军、1991年泛美运动会女子篮球比赛铜牌和1992年夏季奥运会女子篮球比赛铜牌。